# Боговитини
Богови́тини, Богови́тинови, Богови́тиновичі — руський (український, білоруський) боярський, панський рід у Великому князівстві Литовському та згодом у Короні Польській (на Волині й Берестейщині), гербу Корчак та Пелікан. 

## Відомості
Українсько-білоруський шляхетський рід Боговитинів або ще Боговитиновичів започаткував пан Боговитин, руський вельможа, який жив у першій половині XV ст. Засновник роду був відомим під особистим ім'ям, а його діти користувалися його патронімом. Онуки, уживаючи той самий патронім у родовому відмінку, надали йому характеру прізвища. З часом суфікс -ович відпав і родова назва стала співзвучною з ім'ям предка. 
Рід Боговитинів становив одне з відгалужень відомої геральдичної спільноти Корчаків, але приблизно на початку XVI ст. виклопотали собі у Священній Римській імперії ще один герб. До середини XVII ст. в роду змінилося 7 поколінь, які за відомими джерелами репрезентують 76 осіб.  
Матримоніальні зв'язки з князівськими родами Сангушків, Чорторийських, Пронських, Масальських та провідними боярськими родами Волині засвідчують високий статус Боговитиновичів у тогочасному соціумі. За час існування роду через його руки пройшло понад 180 поселень. Найбільше на Волині (98 поселень), на Берестейщині — 59, у Новогродському й Троцькому воєводствах — по 10. Найдавніші володіння лежали у Кременецькому, Берестейському та Троцькому воєводствах. Значна частина маєтностей походила з вислуг. Найбільша активність роду припала на першу половину XVI ст. (час діяльности Лева Боговитиновича, Михайла-Богуша та Івана Боговитиновичів і Боговитина Петровича Шумбарського), також наприкінці XVI ст. (Адам та Анрій Климентовичі, Вацлав Павлович та Михайло Іванович). В останні десятиліття існування роду найпомітнішою постаттю за обсягом володінь була Марія Ярмолинська з Шумбарської гілки Боговитиновичів.
Представники роду Боговитинів відомі за назвами поселень Колесники, Кутень, Шумськ і Шумбар. Згодом вони почали додавати до своїх прізвищ відповідні й відносні прикметники: Колесницькі, Кутенські, Шумські, Шумбарські. Крім того з кінця XVI ст., представники цього роду почали додавати компонент, похідний від назви підляського маєтку Козеради в Берестейському воєводстві (у формах Козерадський та Козерад). Нині Козеради — це село Костянтинів (пол. Konstantynów), Ґміна Константинув, Більський повіт.
Польський історик Александер Яблоновський відносив Боговитиновичів до литовського походження, однак сучасні українські історики заперечують таке твердження.

## Представники роду
- Боговитин — засновник роду, згаданий у 1431 році серед прихильників великого князя Свидригайла. Мав 3-х синів (Лева, Богуша й Петра) та 2-х дочок: Ганну, яка вийшла заміж в 1488 році за земського підскарбія Андрія Олександровича з роду Солтанів, й ще одну, ім'я якої невідоме, дружини князя Андрія Полубенського.
  - Лев Боговитинович (пом. після 1505) — королівський писар (1487—1495, 1502—1505), берестейський ключник (1487—1495), литовський чашник (1501—1505), кременецький намісник (з 1502).
  - Богуш Боговитинович (зг. 1466 - 1501) — намісник перелайський, писар канцелярії короля Олександра Ягеллончика. У шлюбах з NN  та N Мушатою. 
    - Богдан Боговитинович (зг. 1496)
    - Богуш-Михайло Боговитинович (зг. 1499 - 1530) — державний діяч Великого князівства Литовського, дипломат. У шлюбі з Федорою кн. Сангушко.
      - Ганна
      - Федора
      - Уляна

    - Василь Боговитинович. Нащадків не залишив.
    - Война-Ян Боговитинович (зг. 1515 - 1545) — володів маєтками Шумськ і Козеради. У шлюбі з Євдокією N.
      - Федір-Михайло
      - Климент
      - Іван
      - Богдана

    - Іван Боговитинович (пом. до 1551) — державний діяч Великого князівства Литовського, дипломат. У шлюбах з NN та Ганною Копоть.
    - Богдана Боговитівна, у шлюбах з Ігнатом Джусою, Олексієм Зенковичем.[1]

  - Петро Боговитинович (? — після 1504) — зем'янин у Волинській та Берестейській землях.
    - Боговитин Петрович Шумбарський (? — до 1542)
      - Михайло Боговитин Шумбарський, 1552 року одружився з дочкою Олехна Борзобагатого, серед гостей на весіллі були присутні луцький владика Феодосій, володимирський — Йосиф[3];
      - Павло Боговитин Шумбарський
        - Вацлав Боговитин Шумбарський — волинський хорунжий[4], нащадок Богуша Михайла, чоловік дочки житомирського старости, княжни Софії Михайлівни Чорторийської[5], засновниці Рохманівської друкарні[4];

Інші представники:
- Бенедикт[6];
- Адам — чернігівський підкоморій, дружина — Варвара (Барбара) Семашко, дочка Олександра[7];
- Микола Боговитин Шумбарський — волинський зем'янин у 1584 році[8];
- Варвара (з Боговитинів-Козерадських) — дружина Миколи Чаплича[9].